# Amarāvatī
Amarāvatī (telugu అమరావతి), también conocida como Amara Ishwara, Dharamikotta, o Dipal Dinna, es una localidad de la ribera del río Krishna, en el distrito de Guntur, capital de facto del estado Andhra Pradesh, India. En la mitología hindú, es la capital celeste del dios Indra.

## Historia
La villa actual se encuentra cerca de Dharamkotta, capital de los Shatavahana, que gobernaron la zona los siglos II y III, después de la caída del Imperio Maurya. El viajero chino Hiuen Tsiang la llamó To-na-kie-tse-kia (639), y entonces hacía unos 100 años que estaba desierta; es probablemente la Rahmi de los árabes. Tras la desaparición del budismo se impuso el culto a Shiva. Después de los Shatavahana gobernaron los Ikshwakus, y después los Pallava; posteriormente la zona estuvo en manos de los Chalukya y los Chola, pasando más tarde a los Kota, que fueron sometidos por los Kakatiya en el siglo XI.

## Arte de Amarāvatī
La ciudad de Amarāvatī dio nombre a un importante estilo de arte budista, desarrollado entre los siglos II y III. Fue un estilo coetáneo del de Mathurā, de influencia grecorromana, como lo demuestra los restos hallados en Virapatnam (Pondicherry). Sus obras principales fueron monasterios y stūpas, destacando el gran stūpa de Amarāvatī, de 30 metros de altura. Se construyó en el siglo II, siendo remodelado en el siglo V. Sin embargo, a partir del siglo XII fue desmantelado su mármol para construir los palacios de los majarashas, y en 1797 fueron demolidos sus restos para la construcción de la villa moderna. En la actualidad, sólo queda un túmulo, así como varios relieves escultóricos que se conservan repartidos en varios museos: el Archaeological Museum de Amarāvatī, el Government Museum de Madrás, el National Museum de Nueva Delhi, el Prince of Wales de Bombay, el Indian Museum de Calcuta, el British Museum de Londres y el Victoria and Albert Museum. 
La escultura se caracterizó por una composición centrada y personajes colocados generalmente en grupos, sin dejar apenas espacios vacíos, con una peculiar sonrisa en los rostros femeninos, y reinterpretando los estilos anteriores en un lenguaje ecléctico. Su principal imagen era Buda, representado a veces con aspecto humano y a veces como símbolo: generalmente una rueda, que se asociaba al disco solar, pero también un caballo –que montaba cuando renunció a su vida mundana– o una higuera –el árbol de la sabiduría bajo el cual predicaba–.